# هادی‌آباد (بیرم)
هادی‌آباد  نام روستایی است در بخش بیرم از توابع شهرستان لارستان که در جنوب استان فارس در کشور ایران واقع شده‌است.شغل مردم این روستا  کشاورزی و دامپروری و عمده محصولات  آن غلات گندم و جو و خرما می‌باشد.همچنین در اطراف روستا درختان گز و کنار و کور وجود دارد. بخش بیرم در جنوب لارستان و در مجاورت شهرستان لامرد قرار دارد. تابستان آن گرم و خشک و زمستان آن سرد می‌باشد.